# Точка обмена интернет-трафиком
Точка обмена интернет-трафиком (англ. Internet Exchange Point, IX, IXP) — сетевая инфраструктура, предназначенная для оперативной организации соединений и межоператорского обмена сетевым трафиком (пиринга) между независимыми сетями в Интернете. Участниками обмена трафиком обычно являются организации, управляющие независимыми сетями (автономными системами).
Подключение к точке обмена интернет-трафиком позволяет устанавливать пиринговое взаимодействие между её участниками с меньшими затратами и с большей оперативностью в сравнении с организацией попарных физических стыков. Эффективность IX увеличивается с ростом числа подключенных участников.
На 2019 год точки обмена трафиком присутствуют во многих крупных городах мира.

## История

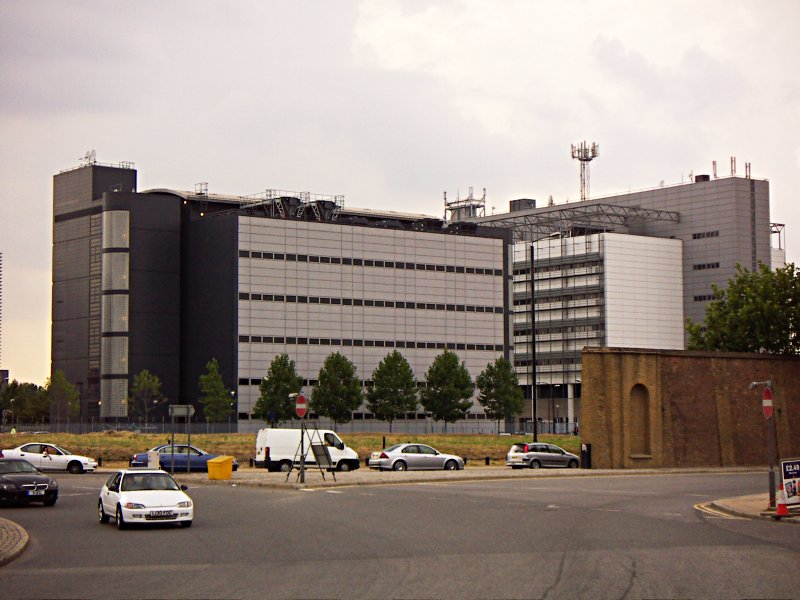
Здание Telehouse Docklands, в котором расположена LINX

Архитектура интернета представляет собой множество автономных систем (интернет-провайдеров и иных) и множество связей между ними. В начале 1990-х годов большинство интернет-трафика существовавших на тот момент операторов связи проходило через опорную сеть (англ. backbone)) США. Между европейскими операторами интернета даже трафик внутри одной страны часто проходил через опорные сети американских операторов. Так как объём трафика возрастал, стоимость трафика и задержки из-за длинных линков становились неприемлимыми, и в разных странах в точках концентрации операторов начали появляться точки обмена трафиком.
Первые точки обмена трафиком:
- 1994 год — LINX в Лондоне;
- 1995 год — DE-CIX во Франкфурте-на-Майне, MSK-IX в Москве.

## Европейские точки обмена трафиком
- LINX — точка обмена трафиком в Лондоне, создана в 1994 году[1].
- DE-CIX — точка обмена трафиком во Франкфурте, создана в 1995 году[1][2].
- AM-IX[2] — точка обмена трафиком в Амстердаме[3].
- NL-IX[2] — сеть точек обмена трафиком с датацентрами в Амстердаме, Лондоне, Дублине, Копенгагене, Берлине, Дюссельдорфе, Франкфурте, Брюсселе, Париже, Люксембурге и Марселе[4].

## Точки обмена трафиком в России

### MSK-IX
Одна из крупнейших сетей для обмена трафиком в России является MSK-IX с точками в 43 городах России и в Риге (Латвия). Крупнейшие узлы сети MSK-IX: Москва, Удомля, Санкт-Петербург, Ростов-на-Дону, Ставрополь, Самара, Казань, Екатеринбург, Новосибирск, Владивосток. Сеть началась с первой российской точки обмена трафика в Москве, принадлежит АО «Центр взаимодействия компьютерных сетей „МСК-IX“» (АО «ЦВКС „МСК-IX“»). На конец 2021 года к ней подключено более 800 организаций, суммарный пиковый трафик в ноябре 2021 года превысил 5 Тбит/с.

#### Точки обмена трафиком под управлением MSK-IX
MSK-IX является оператором нескольких точек обмена трафиком в крупнейших телекоммуникационных центрах страны:
- SPB-IX, Saint Petersburg Internet Exchange — Санкт-Петербург;
- RND-IX, Rostov-na-Donu Internet Exchange — Ростов-на-Дону;
- SMR-IX, Samara Internet Exchange — Самара;
- KZN-IX, Kazan Internet Exchange — Казань;
- EKT-IX, Ekaterinburg Internet Exchange — Екатеринбург;
- NSK-IX, Novosibirsk Internet Exchange — Новосибирск;
- VLV-IX, Vladivostok Internet Exchange — Владивосток;
- STW-IX, Stavropol Internet Exchange — Ставрополь;
- VRZ-IX, Voronezh Internet Exchange — Воронеж. Прекратила существование с 01.11.2017.

### DATAIX
DATAX одна из крупнейших распределенных пиринговых сетей в России и СНГ по показателям пиковой загрузки трафика и количества ASN в сети. DATAIX построена на базе DWDM-сети магистрального оператора связи GlobalNet, протяженностью  > 18 000 км. География сети DATAIX охватывает 81 точку присутствия, включая прямое подключение в России и доступ через партнерскую сеть в Нидерландах, Германии, Англии, Швеции, Финляндии, Польше и других странах Евразии.

### Другие точки обмена трафиком
- DATAIX — второй в России по количеству участников и первый по суммарному трафику (более 1,6 Тбит/с). Точки присутствия: Москва, Франкфурт-на-Майне, Минск, Санкт-Петербург, Уфа, Самара, Севастополь, Липецк, Новосибирск, Екатеринбург, Пермь, Челябинск, Омск, Красноярск, Хабаровск (организатор — ООО «Пиринг»). 27 марта 2018 года стало известно об объединении с другой точкой обмена трафиком — Global-IX[8]
- PIRIX — Санкт-Петербург
- W-IX — Москва, Франкфурт, Лондон, Париж, Эшбурн, Амстердам, Киев, Владимир, Чебоксары, Казань, Уфа, Санкт-Петербург, Екатеринбург, Нижний Новгород, Тюмень, Омск, Томск, Новосибирск, Воронеж, Самара, Саратов, Пермь, Челябинск, Кемерово, Барнаул (организатор — ООО «Айхоум»)
- Cloud-IX — Санкт-Петербург, Москва, Екатеринбург, Владимир, Воронеж, Киев, Харьков (организатор — ООО «ФИЛАНКО»)
- SIB-IX — Омск (организатор — «Коммед-Инфо»)
- OMSK-IX — Омск (организатор — ООО «Омсктранзиттелеком»)
- KRS-IX — Красноярск (организатор — ЗАО «Вебра»)
- RED-IX — Сибирь (организатор — ЗАО «Вебра»)
- SIBIR-IX — Сибирская точка обмена трафиком, в основном Красноярск и Красноярский край
- ULN-IX, Ulyanovsk Internet Exchange — точка обмена трафиком в Ульяновске, организатор — ООО «АйПиТелеком»
- MPIX
- Chelyabinsk Peering Point Ural — Челябинск
- SAKH-IX — Сахалин
- PERM-IX — Пермь, прекратила своё существование в 2006 году после выхода ОАО «Уралсвязьинформ» и ОАО «Эр-Телеком».
- Piter-IX — суммарный трафик 2,5 Тбит/с, количество участников: около 500, точки присутствия: Санкт-Петербург, Москва, Франкфурт, Рига, Таллинн, Ростов-на-Дону
- SARATOV-IX — Саратов (организатор — ООО «Альтура»).
- UFA-IX — Уфа (организатор — ООО «БашТелекомСервис»).
- RB-IX — Уфа (организатор — ООО «Уфанет»)
- Sea-IX— Краснодар, Ростов-на-Дону (организатор — ООО «АйпиНетком»)
- SML-IX — Смоленск (организатор — «Best Media Group», в сеть входят «Билайн», «Мансеть», «Ситиком»)
- TSK-IX — Томск (организатор — «Информационно-консалтинговое агентство „Томика“», ООО «ИКА»)
- TSKIX — Томск. Альтернативная точка обмена трафиком, конкурирующая с TSK-IX. Организатор — «Новые телесистемы».
- YAR-IX — Ярославль (организатор — «Центр взаимодействия операторов связи „ЯР-IX“»)
- IX-VRN — Воронеж (организатор — ЗАО «Компания ВИСМ»)
- DataLine-IX — Москва (организатор — ООО «ДатаЛайн»)
- SFO-IX — Сибирский федеральный округ (организатор — ООО «Милеком»)
- BAIKAL-IX — Иркутская область (организатор — ООО «Нулевой километр»)
- VOLGA-IX — Ярославль, Рыбинск, Данилов
- Crimea-IX — Симферополь, Крым (организатор — ООО «Крымская сеть обмена трафиком»)

## Точки обмена трафиком в Республике Беларусь
- Оперативно-аналитический центр при Президенте Республики Беларусь

## Точки обмена трафиком на Украине
- 1-IX — Киев, Одесса, Днепр, Варшава, Амстердам[источник не указан 264 дня]
- UA-IX — Киев[источник не указан 264 дня]
- DTEL-IX[9] — Киев
- RUDAKi-IX — Киев, Львов, Ровно, Варшава
- Giganet-IX[10] — Киев, Одесса, Харьков
- CLOUD-IX — Киев[источник не указан 264 дня]
- OD-IX — Одесса[источник не указан 264 дня]
- ZT-IX — Житомир[источник не указан 264 дня]
- RV-IX[11] — Ровно
- BEE-IX — Львов
- LVIV-IX — Львов[источник не указан 264 дня]
- KM-IX[12] — Хмельницкий
- MK-IX[13] — Николаев
- T-IX — Мукачево, Закарпатье[источник не указан 264 дня]
- IF-IX — Ивано-Франковск[источник не указан 264 дня]

## Точки обмена трафиком в Казахстане
- KAZ-IX — Караганда[14].
- KAZ-GOV-IX — Астана[15].
- KazNIX — Семей[16].

## Точки обмена трафиком в Узбекистане
- Uz-IX — Ташкент (АК «Узбектелеком»)
- Tas-IX — Ташкент

## Точки обмена трафиком в Кыргызстане
- KGZ-IX — Бишкек. Точкой обмена трафиком в Кыргызстане занимается Объединение юридических лиц «Ассоциация операторов связи» (https://www.aoc.kg).%5B%5D